# Horná Kráľová
Horná Kráľová est un village de Slovaquie situé dans la région de Nitra.

## Histoire
Première mention écrite du village en 1113.

## Démographie

### Évolution de la population
| Année:               | 1994. | 2004.   | 2014.   | 2024.   |
| -------------------- | ----- | ------- | ------- | ------- |
| Nombre de personnes: | 1961  | 1853    | 1905    | 1871    |
| Différence:          |       | -5,50 % | +2,80 % | -1,78 % |

| Année:               | 2023. | 2024.   |
| -------------------- | ----- | ------- |
| Nombre de personnes: | 1876  | 1871    |
| Différence:          |       | -0,26 % |